# Alocasia hypnosa
Alocasia hypnosa là một loài thực vật có hoa trong họ Ráy (Araceae). Loài này được J.T.Yin, Y.H.Wang & Z.F.Xu mô tả khoa học đầu tiên năm 2005.